# William Robeyns
William Robeyns (Verviers, 23 febbraio 1996) è un cestista belga con cittadinanza ruandese.

## Carriera
Con il Ruanda ha disputato i Campionati africani del 2021.